# Jutta Kirst
Pour les articles homonymes, voir Kirst.
Jutta Kirst, née Krautwurst le 10 novembre 1954 à Dresde (Saxe), est une athlète est-allemande spécialiste du saut en hauteur.
Elle connut son plus grand succès aux Jeux olympiques d'été de 1980 à Moscou où elle remporta la médaille de bronze. Elle participa encore, mais sans succès aux championnats d'Europe.
Elle est mariée au sauteur en hauteur Edgar Kirst et est ainsi la belle-sœur du décathlonien Joachim Kirst.

## Palmarès

### Jeux olympiques
- Jeux olympiques de 1980 à Moscou ( Union soviétique)
  -  Médaille de bronze au saut en hauteur

### Championnats d'Europe d'athlétisme
- Championnats d'Europe d'athlétisme de 1978 à Prague ( Tchécoslovaquie)
  - 4e au saut en hauteur
- Championnats d'Europe d'athlétisme de 1982 à Athènes ( Grèce)
  - 5e au saut en hauteur